# 鶯宿村
鶯宿村（おうしゅくむら）は山梨県東八代郡にあった村。現在の笛吹市芦川町鶯宿にあたる。

## 地理
- 山：滝戸山、尾股山、水ノ沢山、名所山、御坂山地（鍵掛）
- 河川：芦川

## 歴史
- 1889年（明治22年）7月1日 - 町村制の施行により、近世以来の鶯宿村が単独で自治体を形成。
- 1941年（昭和16年）4月1日 - 上芦川村・中芦川村と合併して芦川村が発足。同日鶯宿村廃止。